# بنه لر
بنه لر یک منطقهٔ مسکونی در ایران است که در دهستان لاهرود واقع شده‌است. براساس سرشماری مرکز آمار ایران در سال ۱۳۹۵، بنه لر ۱۷ نفر جمعیت دارد.